# Morpho popilius
Morpho popilius är en fjärilsart som beskrevs av Carl Heinrich Hopffer 1874. Morpho popilius ingår i släktet Morpho och familjen praktfjärilar. Inga underarter finns listade i Catalogue of Life.